# Calentur
Calentur — четвёртый студийный альбом австралийской инди-рок-группы The Triffids из Перта. Он был выпущен в ноябре 1987 года. В нём музыканты исследуют темы безумия, обмана и оторванности от земли. Название альбома отсылает к лихорадке, испытываемой моряками во время долгих плаваний по жаре. Альбом достиг 32-го места в австралийском чарте альбомов Kent Music Report. В ноябре 1987 года он достиг 24-го места в шведском чарте альбомов, а в мае 1988 года — 25-го места в новозеландском чарте альбомов. С альбома вышло три сингла: «Bury Me Deep in Love» (1987), «Trick of the Light» и «Holy Water» (оба в 1988 году). Последний трек был записан с американским продюсером Крейгом Леоном.
В 2007 году альбом Calenture был переиздан на двухдисковом носителе (2× CD) с пятью бонус-треками на первом диске и двенадцатью треками на втором, в основном репетиционными или студийными демо-записями оригинальных композиций. В феврале альбом вошёл в топ-60 бельгийского чарта альбомов.

## История
Термин «calenture» («Тепловой удар») описывается в аннотациях к альбому как: «Тропическая лихорадка или бред, испытываемые моряками после долгого пребывания вдали от суши, которые представляют моря зелёными полями и желают прыгнуть в них». В феврале 1988 года Дэвид МакКомб в интервью с Полом Матуром и Стивеном Филлипсом для журнала Rock Australia Magazine (RAM) описал Calenture как «зашкаливающую запись» и даже назвал её «Вратами рая» триффидов. The Triffids были кочевниками, путешествующими туда-сюда из Австралии в Англию, чтобы записать «трудный» альбом, и сопереживали дезориентированным морякам.

## Отзывы
| Оценки критиков               | Оценки критиков |
| Источник                      | Оценка          |
| ----------------------------- | --------------- |
| AllMusic                      | [ 7 ]           |
| Encyclopedia of Popular Music | [ 8 ]           |
| Gigwise                       | [ 9 ]           |
| The Great Rock Discography    | 8/10            |
| The Irish Times               | [ 11 ]          |
| NME                           | [ 12 ]          |
| Ox-Fanzine                    | 10/10           |
| Record Collector              | [ 14 ]          |
| Rolling Stone                 | [ 15 ]          |

Альбом получил положительные отзывы музыкальной критики и интернет-изданий.
В альбоме Calenture группа The Triffids исследовала темы безумия, обмана и оторванности от корней. Майкл Саттон из AllMusic обнаружил, что «в некоторых песнях присутствует неоспоримое духовное чувство», где «Дэвид МакКомб извергает свои слова с пламенной страстью провинциального проповедника». Саттон советует: «Поклонники Ника Кейва будут немедленно соблазнены блюзовым пением МакКомба; глубокий и полный ощутимой печали, [его] голос никогда не угасает». Дэвид Фрике в своей статье для Rolling Stone заметил, что альбом «посвящён ознобу и заблуждениям, которые испытывают влюблённые, слишком долго разлучённые друг с другом и с реальностью». Матур и Филлипс резюмировали: «[это] точная и мастерская запись. Одиннадцать песен и одна инструментальная композиция вместе иллюстрируют высоты, которых может достичь такая искусно созданная музыка». Стивен Уорти из NME, рецензируя версию 2007 года, отметил, что «ещё сложнее понять, почему [группа] не попала в топ рок-музыки наряду с U2 и R.E.M.». Лорен Зорич из Mess+Noise сравнила версии Calenture 2007 года и In the Pines (первоначально выпущенные в 1986 году): «Calenture появился из куколки. Это поп-альбом The Triffids, и он остаётся масштабным, величественным шедевром. Голос Маккомба ошеломляет, это ужасающее воплощение разрушительных эмоций, облечённых в литературную форму».
Альбом вошел в книгу «1001 альбом, который вы должны послушать, прежде чем умрете (1001 Albums You Must Hear Before You Die)».

## Список композиций
Слова и музыка всех песен — David McComb, кроме указанных.
| №   | Название                                        | Длительность |
| --- | ----------------------------------------------- | ------------ |
| 1.  | «Bury Me Deep in Love»                          | 4:04         |
| 2.  | «Kelly's Blues»                                 | 4:34         |
| 3.  | «Trick of the Light» (David McComb, Graham Lee) | 3:50         |
| 4.  | «Hometown Farewell Kiss»                        | 4:33         |
| 5.  | «Unmade Love»                                   | 4:01         |
| 6.  | «Open for You» (Jill Birt)                      | 3:05         |
| 7.  | «Holy Water»                                    | 3:17         |
| 8.  | «Blinder by the Hour»                           | 4:24         |
| 9.  | «Vagabond Holes»                                | 3:57         |
| 10. | «Jerdacuttup Man» (McComb, James Paterson)      | 4:59         |
| 11. | «Calenture»                                     | 1:10         |
| 12. | «Save What You Can» (McComb, Paterson)          | 4:30         |

### Переиздание 2007 года
Слова и музыка всех песен — David McComb, кроме указанных.
| №                   | Название                                             | Длительность |
| ------------------- | ---------------------------------------------------- | ------------ |
| 1.                  | «Bury Me Deep in Love»                               | 4:04         |
| 2.                  | «Kelly's Blues»                                      | 4:34         |
| 3.                  | «Trick of the Light» (David McComb, Graham Lee)      | 3:50         |
| 4.                  | «Hometown Farewell Kiss»                             | 4:33         |
| 5.                  | «Unmade Love»                                        | 4:01         |
| 6.                  | «Open for You» (Jill Birt)                           | 3:05         |
| 7.                  | «Holy Water»                                         | 3:17         |
| 8.                  | «Blinder by the Hour»                                | 4:24         |
| 9.                  | «Vagabond Holes»                                     | 3:57         |
| 10.                 | «Jerdacuttup Man» (McComb, James Paterson)           | 4:59         |
| 11.                 | «Calenture»                                          | 1:10         |
| 12.                 | «Save What You Can» (McComb, Paterson)               | 4:30         |
| 13.                 | «Baby Can I Walk You Home» (Bonus track)             | 2:38         |
| 14.                 | «Region Unknown» (Bonus track)                       | 4:11         |
| 15.                 | «Love the Fever» (McComb, Adam Peters) (Bonus track) | 4:43         |
| 16.                 | «Bad News Always Reminds Me of You» (Bonus track)    | 3:15         |
| 17.                 | «Everything You Touch Turns to Time» (Bonus track)   | 3:29         |
| Общая длительность: | Общая длительность:                                  | 64:40        |

Слова и музыка всех песен — David McComb, кроме указанных.
| №                   | Название                                          | Demo type           | Длительность |
| ------------------- | ------------------------------------------------- | ------------------- | ------------ |
| 1.                  | «Bury Me Deep in Love»                            | rehearsal           | 4:16         |
| 2.                  | «Kelly's Blues»                                   | rehearsal           | 4:10         |
| 3.                  | «A Trick of the Light» (David McComb, Graham Lee) | rehearsal           | 3:05         |
| 4.                  | «Hometown Farewell Kiss»                          | rehearsal           | 4:25         |
| 5.                  | «There Must Be a Curse on Me»                     | studio              | 3:48         |
| 6.                  | «Open for You» (Jill Birt)                        | rehearsal           | 2:22         |
| 7.                  | «Burned»                                          | studio              | 4:16         |
| 8.                  | «Blinder by the Hour»                             | rehearsal           | 2:58         |
| 9.                  | «Vagabond Holes»                                  | rehearsal           | 4:08         |
| 10.                 | «Jerdacuttup Man» (McComb, James Paterson)        | rehearsal           | 3:57         |
| 11.                 | «Save What You Can» (McComb, Paterson)            | studio              | 4:08         |
| 12.                 | «Calentura»                                       | original            | 1:42         |
| Общая длительность: | Общая длительность:                               | Общая длительность: | 43:15        |

## Чарты
| Страна         | Провайдер         | Высшая позиция |
| -------------- | ----------------- | -------------- |
| Австралия      | ARIA              | 32             |
| Бельгия        | Ultratop          | 58             |
| Новая Зеландия | RIANZ             | 25             |
| Швеция         | Sverigetopplistan | 24             |